# Erythrometra
Genre
Erythrometra est un genre de comatules de la famille des Antedonidae.

## Liste d'espèces
Selon World Register of Marine Species (1 avril 2015) :
- Erythrometra australis AH Clark, 1918 -- Indonésie (~250 m de profondeur)
- Erythrometra rostrata AM Clark, 1966 -- Nouvelle-Zélande (~200 m de profondeur)
- Erythrometra rubra (AH Clark, 1907) -- Japon (100~300 m de profondeur)